# Süperstar Orkestar

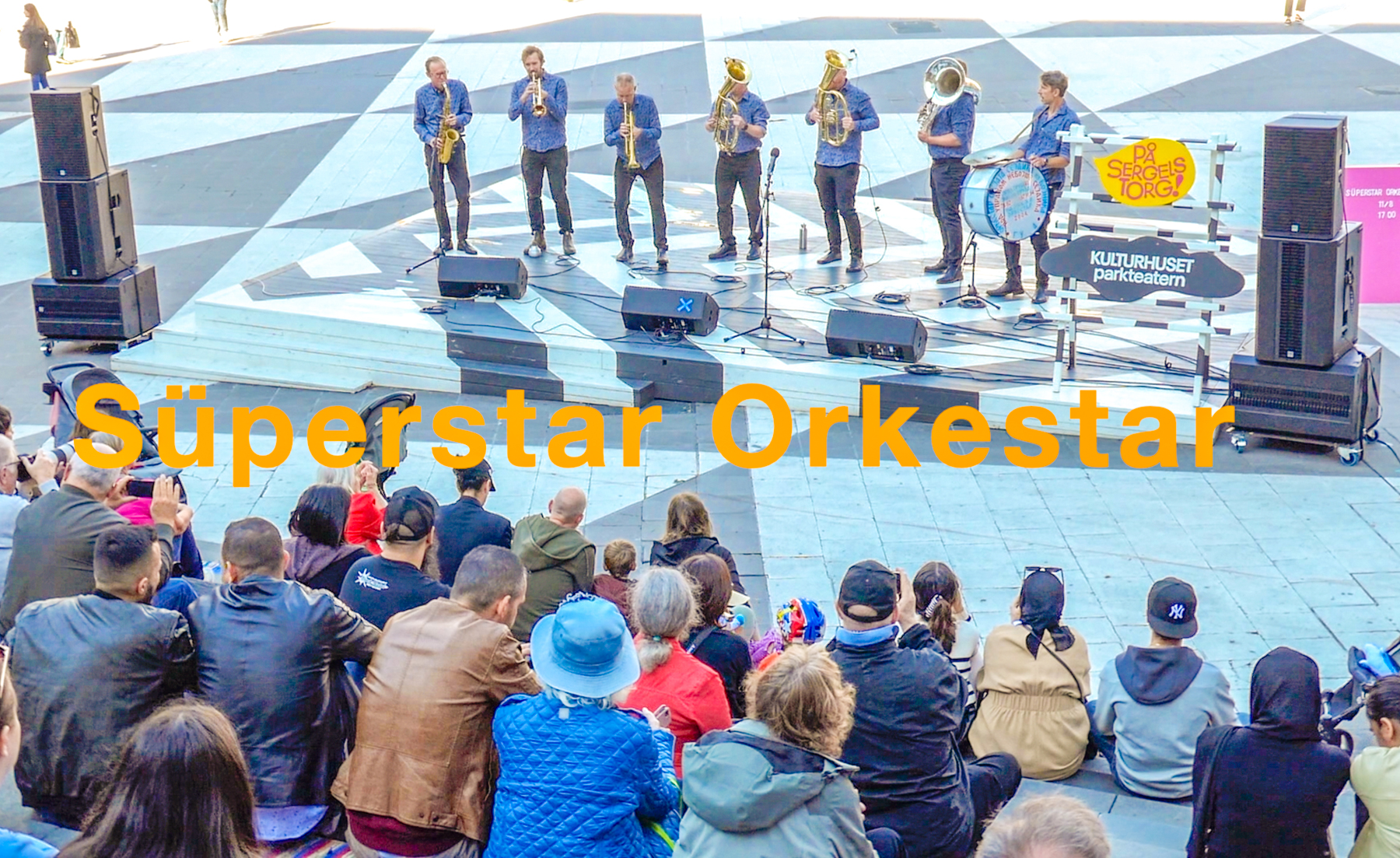
Süperstar Orkestar spelar på Sergels torg i Stockholm 2023. (bild ur film)

Süperstar Orkestar är ett svenskt brassband som spelar balkanmusik, brassbandsmusik från Balkan främst från Serbien och Makedonien, så kallad Trubaci-musik.

## Bandet
Bandet grundades 1997 i Stockholm. De har spelat på de flesta scener i Sverige, men också turnerat i Serbien och Makedonien och har bland annat spelat tre gånger (2003, 2009 och 2015) på den stora festivalen Sabor Trubaca i Guca, Serbien. De har även framträtt i radio och TV både i Sverige och utomlands. 2016 spelade gruppen en huvudroll i dokumentär serien Svenskarna i Guca på SVT.
Gruppens repertoar består av romska, serbiska, makedonska och turkiska låtar men också mycket eget material, pop, bulgariska, grekiska låtar och annat.

## Diskografi
Första skivan ¨Süperstar Orkestar¨ kom  2001, följd av "Süper Internazional" 2004. 
2008 släpptes tredje skivan "Balkanized" där bandet bland annat spelar med den makedonskromske mästermusikern Ferus Mustafov på klarinett och saxofon och den svenske dansbandssångaren Thorleif Torstensson. 
2016 kom albumet "Trubaci", 2020 "Hope" med många kompositioner av bandets medlem Håkan Säfvestad. 
Süper Shock släpptes 2022. 

## Bandmedlemmar
Süperstar Orkestar består av:
- Magnus Hedenborg, trumpet
- David Bryntesson, trumpet
- Jens Edenhed, klarinett
- Lars Ydgren, altsaxofon
- Anton Grandert, tenortuba
- Håkan Säfvestad, tenortuba
- Göran Christensen, bastuba
- Erik Nilsson, bubanj